# Dictionnaire des francophones
Le Dictionnaire des francophones (DDF) est un « dictionnaire collaboratif numérique ouvert qui a pour objectif de rendre compte de la richesse du français parlé au sein de l'espace francophone ».

## Histoire

### Contexte
Le projet découle d'un discours prononcé en mars 2018 par le président français Emmanuel Macron. Il confie alors un mandat à la délégation générale à la langue française et aux langues de France (DGLFLF) de créer un dictionnaire où toutes les variétés du français sont présentées ensemble sur un pied d'égalité,,.

### Campagne de promotion
En mars 2022, la DGLFLF fait appel à des influenceurs web pour faire la promotion du dictionnaire.

## Sources lexicographiques
Le dictionnaire a la particularité d'intégrer plusieurs sources lexicographiques et bases de données linguistiques : 
- le Wiktionnaire francophone de la Fondation Wikimédia[3],[6],[7],[8] ;
- l'Inventaire des particularités lexicales du français en Afrique noire[9] ;
- le Dictionnaire des synonymes, des mots et expressions des français parlés dans le monde[10] ;
- Le Grand Dictionnaire terminologique (GDT) de l’Office québécois de la langue française (OQLF)[10],[11] ;
- la Base de données lexicographiques panfrancophone[2] ;
- l'ouvrage Belgicismes : Inventaire des particularités lexicales du français en Belgique[9] ;
- le Dictionnaire des régionalismes de France[2] ;
- FranceTerme de la délégation générale à la langue française et aux langues de France (DGLFLF)[9].

## Nombre d'entrées
Le dictionnaire rassemble environ 500 000 mots et expressions venant de 52 pays et 112 localisations,,.